# Florante Condes
Florante Condes (ur. 20 maja 1980 w Sampaguita) – filipiński bokser, były zawodowy mistrz świata organizacji IBF w kategorii słomkowej (do 105 funtów).
Karierę rozpoczął w 2002. W swojej dwudziestej szóstej walce, 7 lipca 2007, nieoczekiwanie zdobył tytuł mistrza świata IBF, pokonując Muhammada Rachmana na punkty niejednogłośną decyzją sędziów. Rachman w tym pojedynku dwa razy leżał na deskach (w trzeciej i dziesiątej rundzie). Tytuł stracił już w następnej walce, która odbyła się 14 czerwca 2008, przegrywając niejednogłośną decyzją sędziów na punkty z Raúlem Garcíą. W ostatniej rundzie García leżał na deskach.
13 grudnia 2008 roku pokonał na punkty Ronela Ferrerasa. Walka została przerwana w piątej rundzie, ponieważ Condes doznał dużego rozcięcia skóry po przypadkowym zderzeniu głowami. 26 czerwca 2009 roku w walce eliminacyjnej IBF przegrał zdecydowanie na punkty z Nkosinathi Joyi (był dodatkowo liczony przez sędziego w ostatniej, dwunastej rundzie).